# Eagles
Die Eagles sind eine US-amerikanische Country-Rock-Band. Sie wurde 1971 in Los Angeles gegründet und zählte fast ein Jahrzehnt lang zu den erfolgreichsten amerikanischen Gruppen und führenden Protagonisten der als West Coast Music bezeichneten Stilrichtung der 1970er Jahre. Nach einigen Umbesetzungen entwickelte die Band mit ihrem harmonisch präzisen, mehrstimmigen Gesang auf der Grundlage von Country-Musik, Folk, Bluegrass und Rock ihren typischen „Eagles-Sound“. Mit Hotel California schrieben sie einen der erfolgreichsten Titel der Rockmusik.
Einen wesentlichen Anteil am Erfolg der Band hatten ihre musikalischen Köpfe, Don Henley und Glenn Frey. Beide wurden im Jahr 2000 in die Songwriters Hall of Fame aufgenommen. Nach teils erheblichen Streitigkeiten und persönlichen Zerwürfnissen der Musiker lösten sich die Eagles 1980 auf. Nach 14-jähriger Trennung, während der einzelne Bandmitglieder erfolgreiche Solokarrieren verfolgten, kam es 1994 zu einer Wiedervereinigung der Gruppe mit weiteren weltweiten Veröffentlichungen und Tourneen bis zum Sommer 2015. Seit dem Ausscheiden des Gitarristen Don Felder 2001 bestand die Band nur noch aus vier regulären Mitgliedern.
Mit Glenn Freys Tod Anfang 2016 verloren die Eagles eine ihrer beiden zentralen Persönlichkeiten. Henley schloss daraufhin ein Weiterbestehen der Eagles zunächst aus, revidierte diese Aussage jedoch im Frühjahr 2017 mit der Ankündigung einer fortgesetzten Zusammenarbeit der verbliebenen Bandmitglieder mit Live-Auftritten und neuem Material. An die Stelle von Glenn Frey trat sein Sohn Deacon; zudem wurde die Gruppe durch die Aufnahme von Vince Gill wieder zum Quintett erweitert. Deacon Frey erklärte jedoch 2022, künftig nicht mehr bei den Eagles spielen zu wollen und die Band zugunsten einer Solokarriere zu verlassen. Gründungsmitglied Randy Meisner starb im Juli 2023 in Los Angeles im Alter von 77 Jahren an den Folgen einer COPD-Erkrankung.
Die Gruppe verkaufte weltweit bislang über 200 Millionen Tonträger und hatte fünf Nummer-eins-Singles sowie sechs Nummer-eins-Alben in den US-amerikanischen Charts. Mit Their Greatest Hits 1971–1975 veröffentlichten sie das in den USA meistverkaufte Album. Neben Hotel California zählen zu ihren erfolgreichsten Single-Auskoppelungen Titel wie New Kid in Town, One of These Nights, Life in the Fast Lane oder Heartache Tonight. Die Eagles erhielten unter anderem sechs Grammy Awards, fünf American Music Awards, einen Platz in der Rock and Roll Hall of Fame sowie in der Vocal Group Hall of Fame. In der Liste der Billboard Hot 100 All-Time Top Artists belegen sie Rang 54. 2019 gaben die Eagles ihre letzten Konzerte in Europa. Im Juli 2023 kündigte die Band ihre bis möglicherweise 2025 andauernde Abschiedstournee an.

## Bandgeschichte

### Von der Gründung 1971 bis zur Trennung 1980
Don Henley, Glenn Frey, Bernie Leadon und Randy Meisner kamen unabhängig voneinander zu Beginn der 1970er Jahre nach Los Angeles, um dort als Musiker zu arbeiten. Der aus Detroit stammende Frey, zum damaligen Zeitpunkt ein Protegé von Bob Seger, hatte schon mit Ry Cooder und J. D. Souther gearbeitet, der später mit den Eagles mehrere Songs schrieb. Henley hatte ein Jahr zuvor bei der texanischen Gruppe Shiloh debütiert, während Leadon bereits mit Gene Clark und den Flying Burrito Brothers erfolgreich war. Meisner war ein Jahr Mitglied von Poco und der Band von Ricky Nelson gewesen.
Jeder spielte für sich in verschiedensten Lokationen der Region, bis man sich 1971 schließlich in dem renommierten Club The Troubadour in West Hollywood traf, der als Szene-Mittelpunkt für Bands und Musiker galt. Dort wurde die Country-Sängerin Linda Ronstadt auf Henley, Frey und Meisner aufmerksam und engagierte sie für ihre Band. Leadon war zu diesem Zeitpunkt noch für die Flying Burrito Brothers tätig.
Nachdem sie einige Zeit erfolgreich zusammengearbeitet hatten, machte Ronstadt das Angebot, mit ihr als Frontfrau eine Supergroup zu gründen. Henley und Frey wollten jedoch eine eigene Band und lehnten das Angebot ab. Mit der uneigennützigen Unterstützung Ronstadts und ihres Produzenten John Boylan konnten sie Leadon und Meisner für die neue Gruppe gewinnen – die Gründungsformation der Eagles war komplett. Man übte in Ronstadts Haus im Laurel Canyon, wo sie mit J. D. Souther zusammenwohnte. Mit dem eigenen musikalischen Potenzial und dem kreativen Umfeld mit Autoren wie Jackson Browne, Jack Tempchin oder Souther schien der Erfolg für die neue Formation vorgezeichnet.

#### Entstehung des Bandnamens und Eagles-Sounds
Der Singer-Songwriter Jackson Browne brachte seine damaligen Untermieter Glenn Frey und Don Henley, die sich ein Apartment teilten, samt deren Band mit dem Musik- und Filmproduzenten David Geffen zusammen, der sie kurz darauf bei seinem neu gegründeten Plattenlabel Asylum Records unter Vertrag nahm, wo sie auch auf ihren späteren langjährigen Manager Irving Azoff trafen.
Über die Namensfindung der neuen Gruppe gibt es selbst von den daran beteiligten Personen unterschiedliche Auslegungen. Sicher ist, dass unter dem Einfluss von psychotropen Substanzen in einer gemeinsamen Nacht in der Mojave-Wüste der künftige Bandname Eagles entstand. Frey, der unter anderem anregte, auf den Artikel The zu verzichten, wird der größte Anteil an der Namensfindung zugeschrieben.

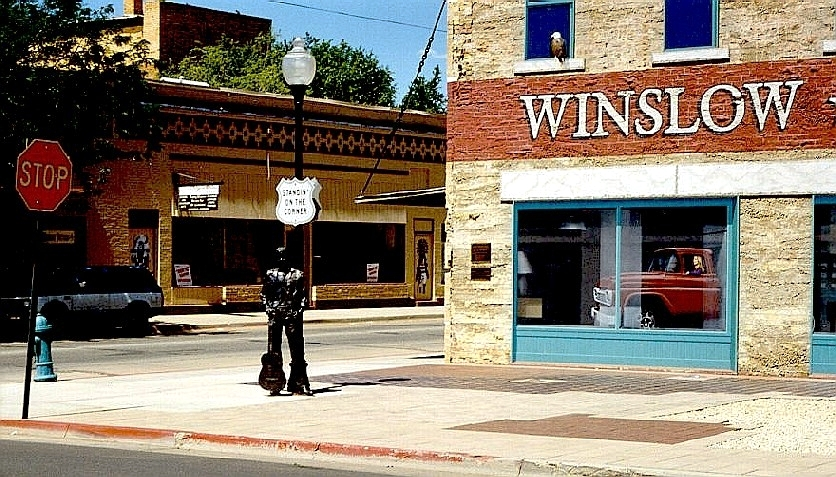
Ein Bild in Winslow (Arizona), das an eine populäre Textzeile aus "Take it easy" erinnert ("Well I am standing on a corner in Winslow, Arizona, such a fine sight to see....").

Geffen konnte das Interesse des renommierten britischen Toningenieurs und Produzenten Glyn Johns wecken, der unter anderem bereits mit den Beatles, The Who, den Rolling Stones und vor allem Led Zeppelin gearbeitet hatte. Der hielt die Eagles allerdings für noch zu unfertig, um ein komplettes Album abzuliefern, zumal ein entsprechendes Repertoire mit eigenen Titeln bis dahin nicht vorhanden war. Er ließ die Band in Clubs um Aspen auftreten, um ihr mehr Spielpraxis und vor allem musikalische Eigenständigkeit zu verschaffen, fand aber anfangs keinen Zugang zu deren Musikstil.
Er war kurz davor, sein Engagement abzubrechen, als die Musiker in einer Probenpause eine A-cappella-Version des Steve-Young-Titels Seven Bridges Road intonierten, was Johns derart beeindruckte, dass er schließlich überzeugt war, den adäquaten Ansatz hinsichtlich Stil und Sound der Band gefunden zu haben. Kurz darauf produzierte die Gruppe in den Londoner Olympic Studios ihr erstes Album, das ihren Bandnamen Eagles als Titel trug und 1972 veröffentlicht wurde. Es enthielt mit Take It Easy (US-Charts Platz 12) einen von Jackson Browne begonnenen und von Glenn Frey als Co-Writer vollendeten Country-Rock-Hit, der zu einem Klassiker des Genres wurde.
Außerdem wurden Witchy Woman (US-Charts Platz 9) und Peaceful Easy Feeling (US-Charts Platz 22, geschrieben von Jack Tempchin) mit Erfolg ausgekoppelt. Die lockere Kombination aus Country und Rock, ausgestattet mit einem deutlichen Gitarrenprofil, anregender Rhythmik und klarem Gesang kam beim Publikum gut an. Mit Johns’ Einfluss auf die Produktion und seiner großen Affinität zur Country-Musik schien man das richtige Konzept gefunden zu haben. Stephen Stills sagte dazu etwas abschätzig: „Die Jungens wollen so sein wie Crosby, Stills and Nash“.
Die Eagles begaben sich auf ihre erste US-Tournee und widmeten sich nach deren Beendigung 1973 dem Konzeptalbum Desperado. Diese Produktion zog romantisierende Parallelen zwischen der Doolin-Dalton-Gang, einer Verbrecherbande, die um 1890 in der Gegend von Kansas ihr Unwesen trieb, und der vermeintlichen Geächtetenexistenz heutiger „Rockrebellen“. Die Eagles übertrugen Aufstieg, Euphorie, Selbstüberschätzung und Fall eines Superstars zurück in die Zeit der Western-Mythologien und schienen damit den Nerv ihrer Zuhörer getroffen zu haben.
Kommerziell war das Album allerdings noch nicht der große Durchbruch; die Single-Auskopplungen Desperado, Tequila Sunrise und Outlaw Man erzielten eine vergleichsweise geringe Resonanz. Erst viel später wurde das Stück Desperado in der Liste der 500 besten Songs aller Zeiten des Rolling Stone auf Platz 494 gewählt. Die Plattenfirma äußerte sich bei der Abgabe der Produktion und der Coverbilder mit den Worten: „Oh Mann, sie haben ein verdammtes Cowboy-Album gemacht!“

#### Endgültiger Durchbruch
Für die Produktion ihrer dritten Platte On the Border wollten sich die Eagles im Studio mit einem weiteren Gitarristen verstärken. Man erhoffte sich von der Dynamik dreier Gitarren einen deutlichen musikalischen Sprung nach vorn. Sie luden Don Felder, der zuvor bei der New Yorker Band Flow gespielt hatte, zu einer Aufnahmesession ein. Dieser hinterließ einen durchweg positiven Eindruck, und so bot man ihm anschließend eine feste Mitgliedschaft in der Band an.
Mit der Zeit zeichnete sich jedoch ein grundsätzliches Problem mit der Arbeitsweise von Produzent Glyn Johns ab. Dieser strebte eine deutliche Betonung der Country-Einflüsse an, während die Gruppe sich mehr in Richtung Rockmusik entwickeln wollte. Auch Johns’ Aufnahmetechnik und Produktionsmethodik stieß zunehmend auf Widerstand, ließ sie doch die Umsetzung der Bandvorstellungen nur sehr eingeschränkt zu.
Er verwendete beispielsweise für die Abnahme des Schlagzeugs lediglich einige Raum-Mikrophone, wie er es bereits bei den Produktionen von Led Zeppelin getan hatte. Henley wünschte sich aber eine Abnahme, bei der für jede Trommel ein eigenes Mikrophon benutzt wurde, was zum Beispiel für die Bassdrum einen „fetteren“ Sound ergibt. Johns sagte: „Wenn du eine lautere Bassdrum haben möchtest, tritt härter auf die Fußmaschine.“ Worauf ihm Henley entgegnete: „Ich trete so hart ich kann, aber ich bin nicht John Bonham!“
Um mehr Einfluss auf Sound und Produktion zu erhalten, beendete man einvernehmlich die Zusammenarbeit mit Johns, ersetzte ihn durch Bill Szymczyk als neuen Produzenten und verlegte die Aufnahmesessions in die Record Plant Studios nach Los Angeles. Diese Änderungen in Besetzung und Produktionsweise animierten die Eagles zu einem „volleren, weniger raubeinigen Klang und einer erregenden Frische bei den Gitarrensoli“ (Melody Maker).
„Weiche Gitarrentöne und wunderschöne Vokalpassagen“ (Musikmagazin Sounds) brachten die nicht allzu erfolgreichen Singles Already Gone (US-Charts Platz 32) und James Dean (Platz 77) mit sich, zwei bodenständige Rocksongs. Die Band unterstützte ihre Plattenumsätze mit ständigen Tourneen und Live-Auftritten, so dass On the Border schließlich die Millionengrenze überschritt. Mit der dritten Auskopplung aus diesem Album gelang den Eagles der endgültige Durchbruch: The Best of My Love erreichte den ersten Platz in der amerikanischen Hitparade.

#### Weltweite Erfolge, Joe Walsh
Im Zuge dieser Erfolgswelle ging die Band 1975 erneut ins Studio, um nunmehr zu fünft das Album One of These Nights zu produzieren. Die Platte stürmte weltweit die Charts und lieferte mit dem Titelsong (US-Charts Platz 1), Lyin’ Eyes (US-Charts Platz 2) und Take It to the Limit (US-Charts Platz 4) erfolgreiche Stücke. So war es nicht verwunderlich, dass die Eagles anschließend auf ihrer ersten internationalen Tournee in ausverkauften Hallen spielten. Für Lyin’ Eyes erhielten sie einen Grammy.
Anfang 1976 kam das Album Eagles: Their Greatest Hits 1971–1975 heraus, das die bis dahin größten Hits der Band beinhaltet und heute (Stand 2018) mit über 38 Millionen Exemplaren vor Michael Jacksons Thriller (33 Millionen Einheiten) Nummer eins der bestverkauften Alben in den Vereinigten Staaten ist. Mit insgesamt 42 Millionen verkauften Einheiten weltweit ist es zudem das meistverkaufte Best-of-Album.
Trotz der nunmehr weltweiten Erfolge erklärte Bernie Leadon Ende 1975 seinen Austritt aus der Band. Zum einen litt er unter Reisestress, zum anderen wurde kolportiert, dass er den Eindruck hatte, die Musik entferne sich zunehmend von ihren Country-Wurzeln, was er jedoch später dementierte. Er arbeitete danach als Studiomusiker und gründete 1977 mit Michael Georgiades die Bernie Leadon-Michael Georgiades Band. Nachdem kurzzeitig Dan Fogelberg, ein guter Freund der Band, als Nachfolger im Gespräch war, wurde Leadon letztlich durch den Gitarristen Joe Walsh ersetzt, der bereits mit der US-amerikanischen Rockband James Gang Erfolge gefeiert hatte.

#### Meilenstein: Hotel California
Hotel California, das Album aus dem Jahr 1976, zeigte, dass Joe Walsh sich bestens in das Ensemble eingegliedert hatte. Klare Melodieführung, mehrstimmiger Gesang und sanfte Gitarrenakzente, versetzt mit rockigen Elementen, für die vor allem Walsh verantwortlich war, ergaben auch diesmal ein harmonisches Klangbild. Obgleich die Eagles mit dem Titelsong Hotel California den Verdruss an der Überflussgesellschaft ihres Sonnenstaates Kalifornien ziemlich unverblümt zum Ausdruck gebracht hatten, galten sie nach eigenem Eingeständnis immer mehr als die „Verkörperung dessen, was die Leute an Kalifornien hassen“, wie Frey bemerkte.
Der Song war zunächst als Instrumental von Don Felder komponiert worden, hatte jedoch eine Zeitlang auch mit Vorwürfen zu kämpfen, die aufgrund der Akkordfolge und Melodie ein Plagiat des Titels We Used to Know der britischen Rockband Jethro Tull vermuteten. Die Komposition fanden Henley und Frey gleichwohl sehr vielversprechend und steuerten den Text dazu bei, der von Henley gesungen wird und bis heute zu vielen Interpretationen, unter anderem über Satanismus, Drogenkonsum, psychiatrische Einrichtungen etc. Anlass gab.
Auch mussten die Autoren mehrfach ausdrücklich darauf hinweisen, dass das Lied niemals einen Bezug zu einem real existierenden „Hotel California“ genommen habe. Der Song wurde ein Welthit und ihr bekanntestes Stück, nicht zuletzt durch das mehrfach ausgezeichnete Gitarren-Duett, mit dem Felder und Walsh den Titel beendeten.
Schließlich entwickelte sich die Produktion zum Konzeptalbum, und alle weiteren Nummern dienten dem Titelsong als Rahmen. Hierbei taten sich die ersten Risse zwischen den Bandmitgliedern auf: Don Felder, der federführender Autor für Victim of Love war und geplant hatte, das Lied auch selbst zu singen, war der schwächste Vokalist der Gruppe und wurde daher kurzerhand während einer Aufnahmepause durch Henley als Leadsänger ersetzt, was Felder sehr verletzte. Die pragmatische Erklärung Henleys lautete, Felder entspreche in gesanglicher Hinsicht einfach nicht dem „Eagles-Standard“.
Das Album avancierte zum Klassiker und hielt sich 107 Wochen in den amerikanischen Hitlisten; bis heute wurde es millionenfach verkauft. Sounds meinte damals: „Scharfe Ecken und Kanten gibt es in der Musik der Eagles keine, alles kommt rund und vollklingend daher, bisweilen seicht, bisweilen aufwändig, aber immer schön“.

#### Die ausgehenden 1970er
Die nun folgende dreijährige Studiopause bis zum nächsten Album überbrückten die „vollendeten Repräsentanten des Amerikas der siebziger Jahre“ (Musikexpress) mit einer Welttournee sowie der Wahrnehmung diverser Engagements als Gastmusiker bei Kollegen. 1977 entschloss sich Randy Meisner nach einer tätlichen Auseinandersetzung mit Glenn Frey, die Gruppe zu verlassen. Die Unvereinbarkeit von Familie und Tourneeverpflichtungen sowie die zunehmenden Spannungen in der Band führten zu dieser Entscheidung. Als neuer Mann kam für Henley und Frey ausschließlich ihr Freund Timothy B. Schmit in Frage, langjähriger Bassist und Sänger bei Poco, wo er seit 1969 ebenfalls als Nachfolger Meisners spielte.
1978 veröffentlichten die Eagles eine Weihnachtssingle mit dem Titel Please Come Home for Christmas, die in den US-Charts Platz 18 belegte. Rund eine Million Dollar kostete 1979 die Produktion von The Long Run, dem für mehrere Jahre letzten Studiowerk der Eagles, die dafür noch einmal mehrfach Platin erhielten und das sich einige Wochen auf Platz 1 der US-Hitlisten hielt. Das Album enthielt drei Top-Ten-Singles, das rockige Heartache Tonight, die Ballade I Can’t Tell You Why und den Titelsong. Das von Joe Walsh komponierte und gesungene Lied In the City avancierte zu einem Live-Klassiker. Der Melody Maker empfahl das Album als „Platte des Jahres“, die deutsche Fernsehzeitschrift Hörzu fand es hingegen „überflüssig“.
Noch einmal wurden großangelegte Tourneen organisiert und mit mächtigem Technikaufwand bewältigt. So beherrschte denn auch „sonnenklare Perfektion bis zum Exzess“ (Musikexpress) das Live-Vermächtnis der Eagles, ein Doppelalbum, das Anfang 1980 im Santa Monica Civic Auditorium und in der Long Beach Arena mitgeschnitten wurde. Auch dieses Album war international erfolgreich. Es wurde zudem eine Single mit dem Titel Seven Bridges Road ausgekoppelt, den der amerikanische Singer-Songwriter Steve Young 1969 geschrieben hatte und den die Eagles damals regelmäßig mit einem A-cappella-Intro als Konzert-Opener sangen.

#### Bandauflösung 1980
Persönliche Auseinandersetzungen, Rivalität, Tour-Stress und Erfolgsdruck führten neben anderen Gründen zur Auflösung der Gruppe. Trotz professioneller Wertschätzung und der Zusammenarbeit als Autoren und Köpfe der Band rieben sich Glenn Frey und Don Henley gegenseitig auf. Frey kommentierte die Situation so: „We made it, and it ate us.“ („Wir haben es erschaffen, und es hat uns gefressen.“) Während sie sich selbst noch als Bandleader fühlten, empfanden die anderen Mitglieder sie überdies längst als eine Art Diktatoren.
Als es sogar bei Live-Auftritten zu Handgreiflichkeiten und offener Aggression insbesondere zwischen Frey und Felder kam, der Backstage nach einem Konzert hinter Freys Rücken eine Westerngitarre an der Wand zertrümmerte, erklärten die Eagles 1980 offiziell das Ende ihrer Zusammenarbeit. Noch ein letztes Mal war die Band in den Hitparaden ganz oben anzutreffen, denn ihre Plattenfirma Asylum veröffentlichte nach deren Auflösung Greatest Hits, Volume 2. Henley und Frey jedoch waren inzwischen so zerstritten, dass die Aussage die Runde machte, die Eagles würden erst wieder zusammenspielen, „wenn die Hölle zufriert“.
Hell Freezes Over war dann auch der Titel des Live-Albums, mit dem sie 1994 wieder zusammenkamen. Dazwischen jedoch betrieb jedes Mitglied der Band eine jeweils mehr oder weniger intensive Solokarriere. Der erfolgreichste war Don Henley, unter anderem mit den Titeln The Boys of Summer und The End of the Innocence. Er gewann als Solokünstler zwei Grammys. Auch Glenn Frey hatte eine Reihe von Hits wie The Heat Is On oder You Belong to the City, zudem Film- und Fernsehrollen. Felder, Walsh und Schmit produzierten ebenfalls Solo-Alben, waren jedoch mehr als Studiomusiker bei Kollegen als in eigener Sache tätig.

### Wiedervereinigung 1994 – 2. Phase der Bandgeschichte
Über die Jahre gab es eine Reihe von Gerüchten und Andeutungen, die dafür zu sprechen schienen, dass sich die Eagles wiedervereinigen würden. Die Einstellungen hierzu waren jedoch bei den Musikern sehr unterschiedlich. Während Joe Walsh, Tim Schmit und Don Felder für eine Reunion bereit waren, fühlte sich Frey in der Rolle als erfolgreicher Solist wohl und hatte wenig Ambitionen, die Eagles wieder aufleben zu lassen. Don Henley betrachtete die Situation gelassener und war nicht abgeneigt, die eigenverantwortliche Position als Solokünstler, der für alles den Kopf hinhalten musste, gegen ein erneutes Engagement in einer Band aufzugeben, in der man Freud und Leid mit anderen teilen konnte. So schien alles von der Zustimmung Freys abzuhängen.
Für ihn gab die Veröffentlichung eines Tributealbums, Common Thread: The Songs of the Eagles, im Jahr 1993 den entscheidenden Anstoß, es wieder mit den Eagles zu versuchen. Ein für diese CD mitgeschnittenes Video von Travis Tritt, bei dem auch Frey, Henley, Walsh, Schmit und Felder in einer Session für den Titel Take it Easy mitspielten, weckte alte Erinnerungen an die guten Zeiten der Band und den freundschaftlichen Umgang, den man einst miteinander pflegte.

#### Hell Freezes Over – der Erfolg kehrt zurück
Während eines Benefiz-Auftritts zu Gunsten Henleys „Walden Woods Projektes“ im Februar 1994 in Aspen beschlossen die Eagles in derselben Besetzung, die sich 1980 getrennt hatte, eine Wiedervereinigung für ein MTV-Konzert. Es sollte den Titel Hell Freezes Over tragen, zu dem auch ein gleichnamiges Album erscheinen würde. Das Konzert leitete Frey mit den Worten ein: „For the record: We never broke up, we just took a fourteen-year-vacation“ („Nur um das klarzustellen: Wir haben uns nie getrennt, wir haben nur 14 Jahre lang Urlaub gemacht“). Die Besetzung bestand aus Glenn Frey, Don Henley, Don Felder, Joe Walsh und Timothy B. Schmit; hinzu kamen die Gastmusiker John Corey (Gitarre, Keyboards und Gesang), Timothy Drury (Keyboards und Gesang), Paulinho Da Costa (Perkussion) und Scott Crago (Schlagzeug und Perkussion). Für alle war der erste gemeinsame Auftritt nach 14 Jahren trotz zufriedenstellender Proben von einiger Anspannung und Aufregung begleitet, die sich prompt in einer kurzen Gedächtnislücke Henleys manifestierte: er vergaß den Text der zweiten Strophe eines eigens für das Konzert geschriebenen Titels, Learn to Be Still, – was jedoch vom Publikum verständnisvoll und mit Humor aufgenommen wurde und endlich auch unter den Musikern das letzte Eis brach.
Die Eagles waren wieder zusammen – und standen damit vor der Frage, ob Frey und Henley immer noch in der Lage waren, gemeinsam hochwertige Songs zu schreiben. Die anfänglichen Versuche verliefen für beide denkbar unbefriedigend, jeder fürchtete, dass seine Beiträge nicht gut genug seien. Schließlich schrieb sich Henley mit dem Titel Get Over It den angestauten Frust von der Seele und lieferte zusammen mit seinem Co-Autor Frey eine überzeugende Fortsetzung früherer Kreativität und Schaffenskraft. Die Chemie stimmte nun auch im Bereich des Songwritings, und die musikalischen Köpfe der Eagles hatten sich wiedergefunden. Sechs Jahre später erhielten dafür beide mit der Aufnahme in die Songwriters Hall of Fame ihre Anerkennung.
Es folgte eine ausgedehnte Tournee, dreimal auch durch Europa, die 1994 wegen einer ernsthaften Dickdarmerkrankung von Frey für einige Monate unterbrochen und 1995 fortgesetzt wurde. Die anfängliche Besorgnis der Musiker, nach 14 Jahren eine Reunion zu wagen, jedoch feststellen zu müssen, dass niemand mehr zu ihren Konzerten kommen würde, wurde rasch zerstreut: Die Eagles spielten durchweg in ausverkauften Hallen und Stadien. Auch mit dem Erfolgsdruck ging man gelassener um. Die Musiker hatten sich über die Jahre verändert und zwischenzeitlich Familien gegründet, die ihnen Halt und Erdung boten. Der Erfolg machte wieder Spaß und stellte die Weichen für eine dauerhafte zweite Phase der Bandgeschichte.
1998 wurden die Eagles in die Rock and Roll Hall of Fame aufgenommen. Bei dieser Gelegenheit standen auch die ehemaligen Mitglieder Bernie Leadon und Randy Meisner, bei dem sich Tim Schmit als dessen zweimaliger Nachfolger bei Poco und den Eagles ausdrücklich bedankte, gemeinsam mit den übrigen fünf Musikern auf der Bühne, um zur Aufnahmezeremonie Hotel California und Take It Easy zu spielen.

#### Jahrtausendwechsel – personelle und künstlerische Neuorientierung
2001 warf man Felder im Streit um vermeintliche Vertragsverletzungen, vorenthaltene Gewinnbeteiligungen und unterschlagene Urheberrechte aus der gemeinsamen Vermarktungsfirma Eagles Ltd. endgültig aus der Gruppe hinaus. Seitdem bestand die Band nur noch aus vier Mitgliedern. Felder verklagte das Unternehmen, Henley und Frey als Individuen sowie 50 weitere Personen auf Schadensersatzleistungen in Höhe von 50 Millionen US-Dollar. 2007 konnte man sich außergerichtlich einigen, wenngleich die Auseinandersetzungen über Jahre hinweg andauerten.
Im Juni 2005 erschien eine Doppel-DVD bei Warner Music Vision mit dem im November des Vorjahres aufgezeichneten Konzert in Melbourne Farewell I Tour; es enthält 30 ihrer größten Hits sowie zwei neue Songs.

#### Long Road Out of Eden – Erstes Studioalbum nach 28 Jahren

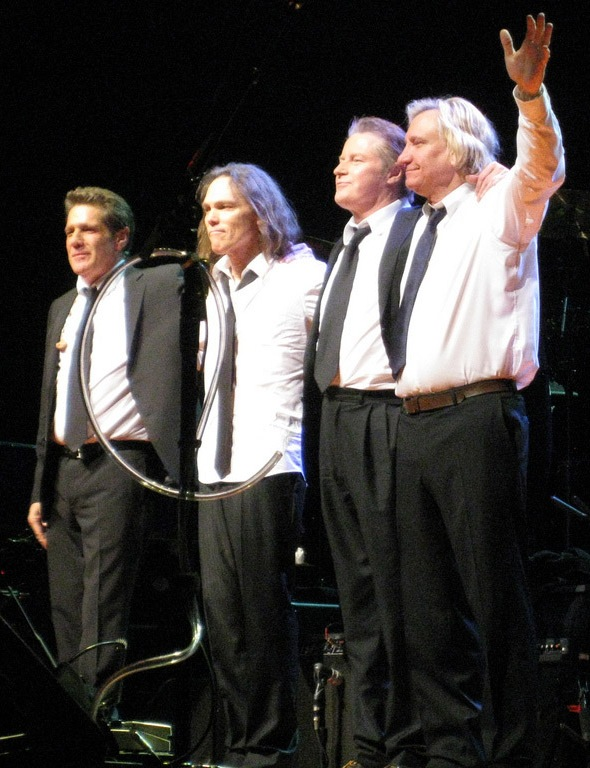
Eagles 2008

Am 30. Oktober 2007 erschien in den Vereinigten Staaten das Album Long Road Out of Eden. Über die Aufnahmen zum ersten Studioalbum der Eagles nach 28 Jahren sagte Don Henley in einem Interview: „In ein paar Wochen werden wir das neue Album veröffentlichen, wenn wir uns bis dahin nicht gegenseitig umgebracht haben!“ Erstmals vermarkteten die Eagles in den Vereinigten Staaten hierbei ein Album ausschließlich über einen exklusiven strategischen Partner, die Handelskette Walmart, der ihnen als Reseller deutlich mehr Handlungsfreiraum einräumte, als dies Plattenfirmen zuvor getan hatten. Die Allianz war bereits 2006 geschlossen worden und fand nunmehr für Long Road Out of Eden eine erste Umsetzung.
Das Doppelalbum enthält 20 Songs; die erste CD langsamere, die zweite rockigere, schnellere Titel. Einige der Stücke wurden wie schon früher von Don Henley und Glenn Frey geschrieben, andere von prominenten Schreibern wie Jack Tempchin, Larry John McNally oder J. D. Souther. Auch Joe Walsh, Timothy B. Schmit und der Gitarrist und langjährige Gastmusiker Steuart Smith, der bereits ab dem Jahr 2000 zunehmend den Part von Don Felder übernommen hatte, waren als Songwriter tätig. Eine Reihe von Texten setzte sich kritisch mit der politischen Lage der Welt sowie der Klimaerwärmung und der Umweltzerstörung auseinander. Das Album wurde von den Eagles selbst produziert, unter anderem unterstützt von ihrem damaligen Produzent Bill Szymczyk.
Die erste ausgekoppelte Single How Long ist ein Song, den J. D. Souther 1972 geschrieben und auf seiner gleichnamigen Langspielplatte veröffentlicht hatte. Der Song wurde bei den Grammy Awards 2008 für „Best Country Performance by a Duo or Group“ ausgezeichnet. Die im Januar 2008 ausgekoppelte Single Busy Being Fabulous konnte sich sowohl in den amerikanischen Country- als auch in den Popcharts platzieren und ist auch im deutschen Adult-Contemporary-Radio häufig zu hören. Das Album wurde 2009 für drei Grammys nominiert; der Song I Dreamed There Was No War wurde mit einem Grammy als „Best Pop Instrumental Performance“ ausgezeichnet.

#### Die Dokumentation: History of the Eagles – The Story of an American Band

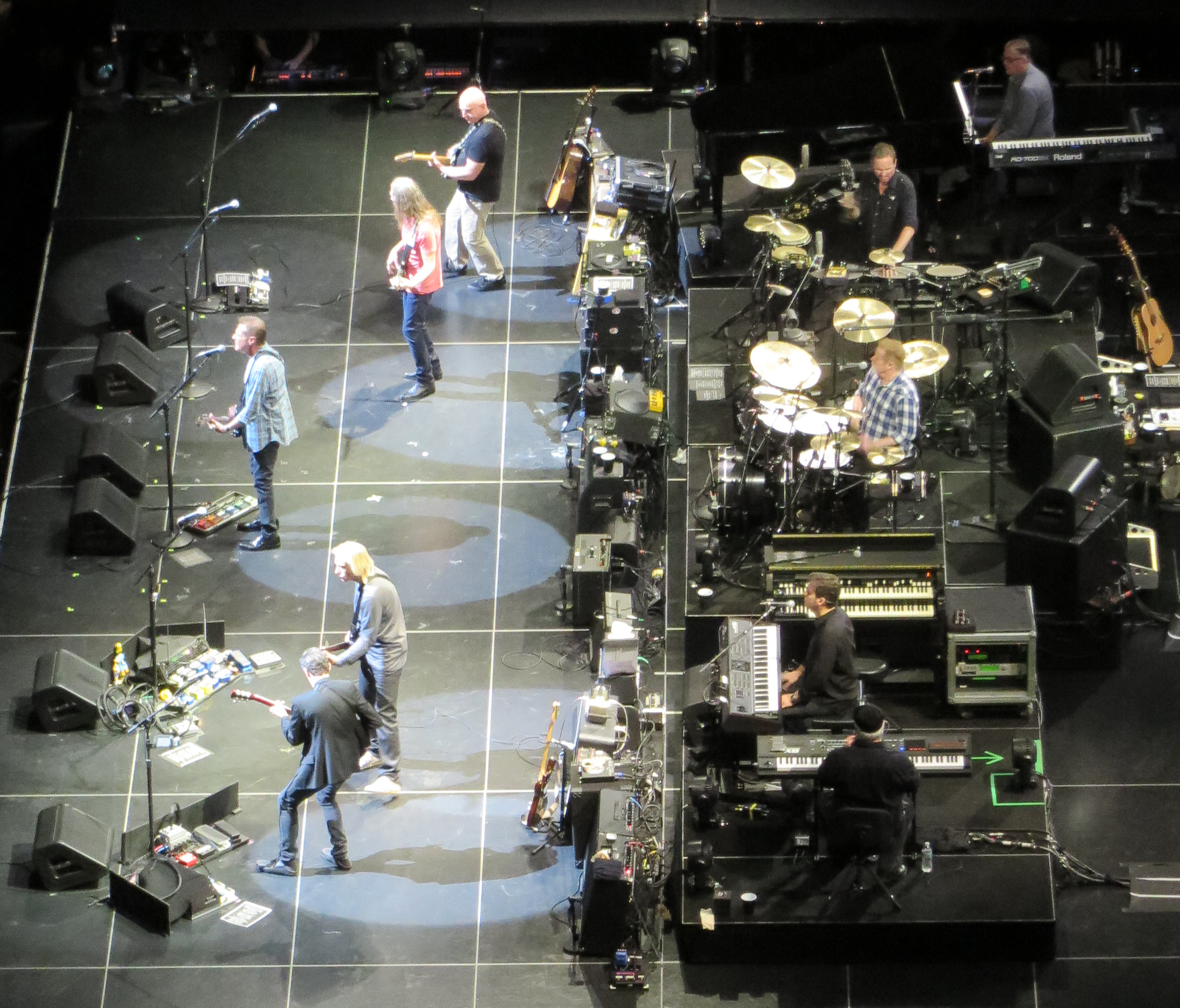
Bühnen-Line-Up im Amway Center Orlando, Florida, 2013

Im April 2013 erschien eine autorisierte DVD-Dokumentation History of the Eagles – The Story of an American Band über Hintergründe, Entstehung und Karriere der Eagles, beginnend mit der musikalischen Entwicklung der einzelnen Musiker, über die erste gemeinsame Zeit in Linda Ronstadts Band bis zur 2013 begonnenen Tournee, die im Juli 2015 endete. Die Produktion stellt einen umfangreichen Abriss der Geschichte der Eagles dar und enthält in einer Sonderedition einen Konzertmitschnitt „Eagles Live at the Capital Centre – March 1977“. Ergänzt wird das Werk um ausführliche filmische Rückblenden, Stellungnahmen und Kommentare der Bandmitglieder, Produzenten, Manager sowie Kollegen und Weggefährten. Ein Grund, diese Dokumentation herzustellen, lag in dem Bedürfnis zu zeigen, wie die Band wirklich war, wie sehr sich alle Beteiligten für den Erfolg angestrengt und wie viel sie über all die Jahre dafür investiert hatten. Was anfangs als zeitlich begrenztes Projekt angegangen worden war, entwickelte sich zu einer hart erarbeiteten und mit vielen Höhen und Tiefen versehenen Lebensleistung.
Für die dazugehörige Welttournee von 2013 bis 2015 war geplant, wenigstens ein ehemaliges Mitglied in die Bandbesetzung zu integrieren. Bernie Leadon sagte zu und spielte die ersten Konzerte mit der Band, Randy Meisner musste aus gesundheitlichen Gründen das Angebot ablehnen, und Don Felder erhielt wegen anhaltender juristischer Auseinandersetzungen erst gar keine Einladung.

#### Tod von Glenn Frey – Fortsetzung der Bandgeschichte

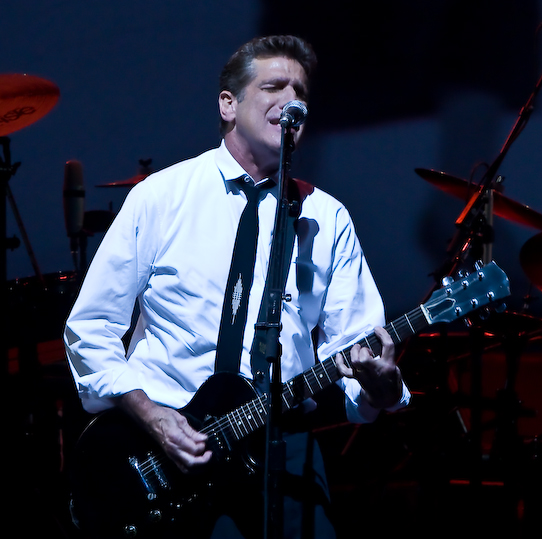
Glenn Frey, 2008

Im Januar 2016 starb das Gründungsmitglied Glenn Frey in New York an den Folgen seiner chronischen Erkrankungen. Bereits einige Wochen zuvor war wegen seines angegriffenen Gesundheitszustandes die bevorstehende Überreichung des Kennedy-Preises an die Eagles auf das darauffolgende Jahr verschoben worden.
Im Februar 2016 spielten Henley und Walsh zusammen mit Jackson Browne anlässlich der Grammy-Verleihung Take it Easy als Tribut für Frey. Henley sagte anschließend, dass dies der endgültige Abschied gewesen sei und die Band wohl nicht mehr zusammenspielen werde. In einem Interview des Rolling Stone vom Juni 2016 bestätigte Henley das Ende der Eagles, was er jedoch im Frühjahr 2017 mit der Ankündigung einer Reunion revidierte und mit der Teilnahme der Eagles am Classic West in Los Angeles und Classic East in New York eine erste Bestätigung fand. Dabei wurde der US-amerikanische Gitarrist und Sänger Vince Gill zum neuen Bandmitglied, ebenso Freys Sohn Deacon. Beide stehen seit 2017 bei den Konzerten mit auf der Bühne.
2019 gab die Band bekannt, dass dies wohl ihre letzte große Tour gewesen sei; sie spielen jedoch weiterhin bis heute regelmäßig Konzerte. Im April 2022 teilten die Eagles mit, dass Deacon Frey die Band verlassen werde, um eine Solokarriere zu verfolgen. Im Juli 2023 folgte die Ankündigung einer endgültigen Abschiedstournee.
Im Januar 2025 kündigte Steuart Smith, der seit 25 Jahren Studio- und Livegitarrist der Eagles ist, an, die Band verlassen zu wollen. Man habe bei ihm Parkinson diagnostiziert, und er wolle seine Arbeit beenden, solange ihm das noch ohne große Einschränkungen möglich sei.

## Stilrichtung und musikalische Schwerpunkte
Die musikalischen Wurzeln der Eagles liegen in unterschiedlichen Stilrichtungen, die in ihrer Umsetzung je nach Album oder einzelnen Titeln verschiedene Schwerpunkte und Ausprägungen gefunden haben und deshalb auch als hybride bezeichnet werden können.
Hierzu zählen zum einen die Country-Musik mit ihren typischen Kompositionsmustern, Arrangements, mehrstimmigen Vokalparts und vorzugsweise akustischen Instrumentierungen, teils kombiniert mit ergänzenden Stilmitteln des Bluegrass (Banjo, Dobro, Fiddle). Insbesondere Bernie Leadon war als ehemaliges Mitglied der Flying Burrito Brothers und Dillard & Clark stark jener kontemporären Musikform zugeneigt, spielte selbst hervorragend Banjo und Dobro und verarbeitet diese entsprechend in seinen Titeln (z. B. Twenty One, Midnight Flyer). Der Einfluss der Country-Musik wird am deutlichsten in dem Album Desperado, setzt sich jedoch mit unterschiedlicher Ausprägung durch sämtliche Produktionen bis in das jüngste Werk Long Road Out of Eden fort (z. B. How Long) fort.
Obgleich von Beginn an eine klare Präsenz von E-Gitarren zu hören war und auf On the Border mit einem neuen Produzenten einige Anleihen beim Hard Rock gemacht wurden, arbeitete man bei One of these Nights mehr mit den weicheren Elementen der Popmusik (Lyin’ Eyes, Take it to the Limit). Eine Betonung der härteren Stilmittel des Rock setzte sich erst mit dem Ausscheiden Bernie Leadons und dem Einstieg von Joe Walsh durch, auch hier begründet durch seinen musikalischen Werdegang und instrumentelle Schwerpunkte, beispielsweise des Slide-Gitarren-Spiels. Diese Möglichkeiten führten zu entsprechenden Kompositionen und Arrangements (z. B. Life in the Fast Lane), teils mit musikalischen Ausflügen bis in den Rock and Roll (Get over It).
Die Verschmelzung von Country- und Rockmusik zum Country-Rock der frühen 1970er Jahre betrieben auch Bands und Künstler wie The Byrds, Crosby, Stills and Nash, The Doobie Brothers, Poco oder James Taylor. Die geografische Gemeinsamkeit der Musikentstehung und das an der US-amerikanischen Pazifikküste vorherrschende Lebensgefühl führte dann auch zu der Etablierung des Begriffs West Coast Music. Gleichwohl ist die Band mit kaum einer anderen des Genres zu verwechseln, ihr Sound ist individuell. Getragen wird dieser Eagles-Sound von – häufig auf der Basis des sogenannten Close Harmony erarbeiteten – Vokal-Arrangements, die bis heute den wesentlichen Grund für den hohen Wiedererkennungswert der Eagles darstellen. Kritiker werfen der Gruppe hingegen vor, dass gerade diese perfekten Produktionen oberflächlich und emotionslos seien. Der Rolling Stone beschrieb den Sound der Eagles als eine Mischung aus „Countrygefärbten Vokalharmonien mit Hardrock-Gitarren und Texten – abwechselnd sehnsüchtig und romantisch übersättigt, dabei im Gegensatz zum politischen Rock der 1960er Jahre massiv breitenwirksam und entpolitisiert.“
Erst im neuen Jahrtausend bezog die Band mit Titeln wie Hole in the World (9/11), No more Walks in the Wood (globales Waldsterben) oder I Dreamed There Was No War kritisch Stellung zu aktuellen politischen und gesellschaftlichen Themen und verließ damit ihre Domäne des sonnigen Lebensgefühls und des „Easy Going“.

## Einfluss und Nachhaltigkeit
Neben dem Einfluss, den die Eagles auf traditionelle Country- und Rock-Musiker wie beispielsweise Vince Gill oder Sheryl Crow ausübten, gehörten sie zu den Wegbereitern einer sich ab Mitte der 1980er Jahre etablierenden neuen Generation von Country-Musik, dem New Country.  Deren Protagonisten wie Garth Brooks, Clint Black oder Trisha Yearwood orientierten sich mehr an den Elementen der Popmusik, was – insbesondere auch in Europa – deutlich massentauglicher war, als die traditionellen Stilmittel der Country-Musik.
Allgemein war der Einfluss der Eagles auf Country-Musiker deutlich größer als auf Rock-Musiker. Ein entsprechender Ausdruck der Wertschätzung war 1993 die Veröffentlichung von Common Thread: The Songs of the Eagles, eines Tributealbums von den führenden Vertretern der damaligen New-Country Szene, u. a. Little Texas, Suzy Bogguss, Tanya Tucker, Lorrie Morgan und Travis Tritt. Das Album erreichte dreimal Platin-Status und gilt als ein wichtiger Faktor im Prozess der Band-Reunion 1994. Zudem befinden sich die Eagles, gemessen an ihren außergewöhnlichen Erfolgen hinsichtlich Plattenverkäufen, Bekanntheitsgrad, Zuschauerzahlen und mittlerweile jahrzehntelangem Bestehen, an einem Punkt, der ihnen per se bereits ein hohes Ausmaß an Einfluss garantiert. Musikalisch gesehen gehören Titel wie Take it Easy, Desperado oder Hotel California längst zur amerikanischen Kultur, und renommierte Künstler zählen die Eagles zu ihren wichtigsten Einflüssen. Henley und Frey werden in eine Reihe mit den einflussreichsten Songwriter-Duos der Rockmusik gestellt, wie John Lennon/Paul McCartney, Mick Jagger/Keith Richards oder Elton John/Bernie Taupin.
Ein weiteres Indiz für die Nachhaltigkeit der Eagles ist die Tatsache, dass ihr Œuvre zum Zeitpunkt ihrer letzten großen Welttournee von 2013 bis 2015 aus Titeln bestand, die größtenteils bereits über 40 Jahre alt waren. Sechs von sieben Studioalben wurden in den 1970er Jahren produziert, und nur eines stammt aus dem neuen Jahrtausend. Gleichwohl ist das Interesse an ihrer Musik ungebrochen. J. D. Souther ist der Ansicht, dass ihr anhaltender Einfluss unter anderem daran liege, dass die Band auch nach über 40 Jahren außergewöhnliche Songs schreibe, und dass sich die jüngeren Generationen über die Eagles einen Zugang zu den 1970er schaffen möchten, die sie selbst nicht erlebt haben.
Der Rolling Stone listete die Eagles auf Rang 75 der 100 größten Musiker aller Zeiten.

## Diskografie
Studioalben

| Jahr | Titel Musiklabel                         | Höchstplatzierung, Gesamtwochen, AuszeichnungChartplatzierungen (Jahr, Titel, Musiklabel, Platzierungen, Wochen, Auszeichnungen, Anmerkungen) | Höchstplatzierung, Gesamtwochen, AuszeichnungChartplatzierungen (Jahr, Titel, Musiklabel, Platzierungen, Wochen, Auszeichnungen, Anmerkungen) | Höchstplatzierung, Gesamtwochen, AuszeichnungChartplatzierungen (Jahr, Titel, Musiklabel, Platzierungen, Wochen, Auszeichnungen, Anmerkungen) | Höchstplatzierung, Gesamtwochen, AuszeichnungChartplatzierungen (Jahr, Titel, Musiklabel, Platzierungen, Wochen, Auszeichnungen, Anmerkungen) | Höchstplatzierung, Gesamtwochen, AuszeichnungChartplatzierungen (Jahr, Titel, Musiklabel, Platzierungen, Wochen, Auszeichnungen, Anmerkungen) | Anmerkungen                                                    |
| Jahr | Titel Musiklabel                         | DE | AT | CH | UK | US | Anmerkungen                                                    |
| ---- | ---------------------------------------- | --- | --- | --- | --- | --- | -------------------------------------------------------------- |
| 1972 | Eagles Asylum Records (WMG)              | — | — | — | UK— SilberUK | US22 Platin · (49 Wo.)US | Erstveröffentlichung: 17. Juni 1972 Verkäufe: + 1.000.000      |
| 1973 | Desperado Asylum Records (WMG)           | — | — | — | UK39 Silber · (9 Wo.)UK | US41 ×2Doppelplatin · (70 Wo.)US | Erstveröffentlichung: 17. April 1973 Verkäufe: + 2.080.000     |
| 1974 | On the Border Asylum Records (WMG)       | — | — | — | UK28 Silber · (9 Wo.)UK | US17 ×2Doppelplatin · (87 Wo.)US | Erstveröffentlichung: 22. März 1974 Verkäufe: + 2.000.000      |
| 1975 | One of These Nights Asylum Records (WMG) | DE49 (4 Wo.)DE | — | — | UK8 Platin · (43 Wo.)UK | US1 ×4Vierfachplatin · (56 Wo.)US | Erstveröffentlichung: 10. Juni 1975 Verkäufe: + 4.520.000      |
| 1976 | Hotel California Asylum Records (WMG)    | DE3 Platin · (54 Wo.)DE | AT9 Gold · (24 Wo.)AT | CH99 ×2Doppelplatin · (1 Wo.)CH | UK2 ×6Sechsfachplatin · (85 Wo.)UK | US1 ×2×6Doppeldiamant + Sechsfachplatin · (158 Wo.)US                                                                                         | Erstveröffentlichung: 8. Dezember 1976 Verkäufe: + 32.020.933  |
| 1979 | The Long Run Asylum Records (WMG)        | DE20 (23 Wo.)DE | — | CH— GoldCH | UK4 Gold · (16 Wo.)UK | US1 ×7Siebenfachplatin · (57 Wo.)US | Erstveröffentlichung: 24. September 1979 Verkäufe: + 7.785.000 |
| 2007 | Long Road Out of Eden Selbstverlag (UMG) | DE2 Gold · (19 Wo.)DE | AT2 Platin · (14 Wo.)AT | CH2 Gold · (14 Wo.)CH | UK1 ×2Doppelplatin · (30 Wo.)UK | US1 ×7Siebenfachplatin · (75 Wo.)US | Erstveröffentlichung: 30. Oktober 2007 Verkäufe: + 8.285.000   |

grau schraffiert: keine Chartdaten aus diesem Jahr verfügbar

## Ehrungen
Auszüge:

### Auszeichnungen
| Jahr | Award                 | Kategorie                                            | Titel                         |
| ---- | --------------------- | ---------------------------------------------------- | ----------------------------- |
| 1976 | Grammy Award          | Best Pop Vocal Performance by a Duo, Group or Chorus | Lyin’ Eyes                    |
| 1977 | Grammy Award          | Best Arrangement For Voices                          | New Kid in Town               |
| 1977 | American Music Awards | Gewinner Kategorie „Pop/Rock Album“                  | Their Greatest Hits 1971–1975 |
| 1978 | Grammy Award          | Record of the Year                                   | Hotel California              |
| 1979 | Grammy Award          | Best Rock Vocal Performance by a Duo or Group        | Heartache Tonight             |
| 1981 | American Music Awards | Gewinner Kategorie „Pop/Rock Group“                  | Eagles                        |
| 1996 | American Music Awards | Gewinner Kategorie „Adult Contemporary Artist“       | Eagles                        |
| 1996 | American Music Awards | Gewinner Kategorie „Pop/Rock Group“                  | Eagles                        |
| 1996 | American Music Awards | Gewinner Kategorie „Pop/Rock Album“                  | Hell Freezes Over             |
| 2007 | Grammy Award          | Best Country Performance by a Duo or Group           | How Long                      |
| 2008 | Grammy Award          | Best Pop Instrumental Performance                    | I Dreamed There Was No War    |
| 2016 | Kennedy-Preis         | 38. Kennedy Center Honors                            |                               |

### Nominierungen
| Jahr | Award                           | Kategorie                                           | Titel                           |
| ---- | ------------------------------- | --------------------------------------------------- | ------------------------------- |
| 1996 | Grammy Award                    | Best Rock Vocal Performance by a Duo or Group       | Love Will Keep Us Alive         |
| 1996 | Grammy Award                    | Best Rock Vocal Performance by a Duo or Group       | Hotel California (live version) |
| 1996 | Grammy Award                    | Best Pop Album                                      | Hell Freezes Over               |
| 2004 | Grammy Award                    | Best Pop Vocal Performance by a Duo or Group        | Hole In The World               |
| 2008 | American Music Award            | Favorite Pop/Rock Band/Duo/Group                    | Long Road Out of Eden           |
| 2008 | American Music Award            | Pop/Rock Album                                      | Long Road Out of Eden           |
| 2008 | American Music Award            | Adult Contemporary Artist                           | Long Road Out of Eden           |
| 2008 | American Music Award            | Artist of the Year                                  | Long Road Out of Eden           |
| 2008 | Country Music Association Award | Vocal Group of the Year                             | How Long                        |
| 2008 | CMT Music Award                 | Wide Open Country Video of the Year                 | How Long                        |
| 2008 | Academy of Country Music Awards | Top Vocal Group                                     | Eagles                          |
| 2008 | BRIT Awards                     | Best International Group                            | Eagles                          |
| 2008 | BRIT Awards                     | Best International Album                            | Long Road Out of Eden           |
| 2008 | Echo                            | Gruppe International Pop/Rock                       |                                 |
| 2009 | Grammy Award                    | Best Pop Vocal Album                                | Long Road Out of Eden           |
| 2009 | Grammy Award                    | Best Rock Performance by a Duo or Group with Vocals | Long Road Out of Eden           |
| 2009 | Grammy Award                    | Best Pop Performance by a Duo or Group with Vocals  | Waiting in the Weeds            |
| 2009 | Country Music Association Award | Vocal Group of the Year                             | How Long                        |